# جون سوزوكي
جون سوزوكي (باليابانية: 鈴木 潤) (30 يوليو 1993 في آيتشي في اليابان – )؛ هو لاعب كرة قدم ياباني سابق كان يلعب كمدافع.

## وصلات خارجية
- جون سوزوكي على موقع رابطة كرة القدم اليابانية للمحترفين (اليابانية)
- جون سوزوكي على موقع قاعدة بيانات كرة القدم.إي يو (الإنجليزية)
- جون سوزوكي على موقع Soccerway.com (الإنجليزية)
- جون سوزوكي على موقع عالم كرة القدم.نت (الإنجليزية)